# Conophorisca
Conophorisca is een geslacht van vliesvleugeligen uit de familie Pteromalidae. De wetenschappelijke naam van dit geslacht is voor het eerst geldig gepubliceerd in 1969 door Hedqvist.

## Soorten
Het geslacht Conophorisca omvat de volgende soorten:
- Conophorisca annulata Hedqvist, 1969
- Conophorisca grisselli Desjardins, 2007
- Conophorisca littoriticus Desjardins, 2007